# (13228) 1997 SJ25
1997 أس جاي 25 (ويعرف أيضًا باسم (13228) 1997 أس جاي 25 وفق تسمية الكوكب الصغير) (بالإنجليزية: 1997 SJ25)‏ هو كويكب ضمن حزام الكويكبات؛ وترتيبه 13228 من حيث الاكتشاف.
اكتُشف هذا الجُرم الفلكي بواسطة Yoshisada Shimizu ‏ في 29 سبتمبر 1997.

## وصلات خارجية
- (13228) 1997 SJ25 في قاعدة بيانات مختبر الدفع النفاث لأجرام النظام الشمسي الصغيرة

- الاكتشاف · مخطط المدار ·  العناصر المدارية · المعلمات المادية

- (13228) 1997 SJ25 على موقع ويكي سكاي: DSS2, SDSS, GALEX, IRAS, Hydrogen α, X-Ray, Astrophoto, Sky Map, Articles and images